# Дієґо Порталес Паласуелос
Дієґо Хосе Педро Віктор Порталес Паласуелос (ісп. Diego José Pedro Víctor Portales Palazuelos, 16 червня 1793, Сантьяго, Чилі — 6 червня 1837, Вальпараїсо, Чилі) — чилійський політик, міністр внутрішніх справ.
Порталес — одна з ключових фігур у політичній організації незалежної Чилі. Його внесок суперечливий: дехто називає його творцем республіки, для інших він є тиранічним диктатором.

## Біографія
Порталес — лідер консервативних сил Чилі протягом громадянської війни 1829 року. Згодом відмовився зайняти президентську посаду, але співпрацював з урядом Хоакіна Прієти. Зажив слави вправного переговорника між урядом та опозицією.
Дієґо Порталес бачив загрозу для Чилі в Перуано-болівійської конфедерації. Відтак інспірував війну проти неї, завдяки чому небезпечна античилійська конфедерація розпалася. Проте ця кампанія викликала військове повстання в Чилі. Порталес був розстріляний заколотниками.